# Antumi Toasijé
 (février 2017).
Antumi Toasijé, né le 13 novembre 1969, est un historien et defenseur du panafricanisme espagnol, d'ascendance sierra-léonaise. Il est spécialiste de la culture africaine de la résistance, du racisme et de la philosophie politique panafricaine. Il a développé son activité académique et sociale principalement en Espagne.

## Biographie
Antumi Toasijé est né d'un père espagnol et d'une mère afro-colombienne, dont la famille était originaire de Sierra Leone.
Il suit d'abord des études universitaires aux Îles Baléares, y obtenant une licence en histoire. Il est alors membre d'un groupe de poésie, Desfauste, et participe à la vie culturelle des îles.  Il poursuit ensuite ses études de doctorat à l'Université autonome de Madrid. Il est Directeur et membre fondateur du Centre d'études panafricaines,. Il était membre du Groupe d'études africaines de l'université autonome de Madrid (2004-2006). Il a dirigé la revue Migrations de la Fédération des associations de migrants des Baléares.
En 2003, il fonde à l'Université des îles Baléares, avec un groupe d'intellectuels africains ou d'ascendance africaine, l'Association d'études africaines et de panafricanisme, dont la revue NSIBIDI est la première revue d'études sociales centrée sur l'Afrique en espagnol. En 2005, il dirige le comité scientifique du 2e Congrès panafricain en Espagne avec l'appui de l'UNED. Actuellement il est un des coordonnateurs du mouvement pour la réparation des dommages causés par l'esclavage hispanique. Antumi Toasijé est aussi coordonnateur de l’Union africaine (U.A.) pour la 6e région de la Diaspora africaine en Espagne et délégué de la Ligue panafricaine – UMOJA (LP-U) en Espagne.
Il est coauteur de plusieurs livres sur les migrations et d'autres thèmes africo-centrés, et a écrit dans des publications tant spécialisées que de popularisation. Conférencier régulier dans des universités et d'autres institutions, il est généralement cité comme le représentant d'une génération panafricaniste en milieu castillan, groupe auquel appartiennent d'autres intellectuels comme Mbuyi Kabunda Badi ou Juste Bolekia Boleká.

## Articles et ouvrages
- Mujer africano norteamericana decimonónica: imagen, discurso y actitudes liberadoras. (2006)
- The Africanity of Spain Identity and Problematization. (2007)
- La esclavitud en el XVI en territorios hispánicos. (2008 Published in 2010)
- Autoafirmación y naturalidad en las literaturas africanas clásicas de resistencia de la mano de Edward Said. (2008)
- Desarrollismos Despistes y Auto-Realización Africana. En torno a Amartya Sen y M. Molineux. (2010)
- La memoria y el reconocimiento de la comunidad africana y africano-descendiente negra en España: El papel de la vanguardia panafricanista. (2010)
- El cine de África negra: la mirada moral.(2010)

## Livres
- Si me preguntáis por el Panafricanismo y la Afrocentricidad (2013)